# Liste des épisodes de Desperate Housewives
Cette page présente la liste des épisodes du feuilleton télévisé Desperate Housewives.
La série relate la vie de quatre femmes liées par une profonde amitié : Susan Mayer (Teri Hatcher), Lynette Scavo (Felicity Huffman), Bree Van de Kamp (Marcia Cross) et Gabrielle Solis (Eva Longoria). Trois autres femmes sont néanmoins aussi considérées comme héroïnes : Edie Britt (Nicollette Sheridan), Katherine Mayfair (Dana Delany) et Renee Perry (Vanessa Williams). La grande majorité des épisodes est narrée au début et à la fin par Mary Alice Young (Brenda Strong), le pilier central de la série.

## Panorama des saisons
| Saison | Saison | Épisodes | Diffusion         | Diffusion     | Date de sortie en DVD | Date de sortie en DVD | Date de sortie en DVD |
| Saison | Saison | Épisodes | Début de saison   | Fin de saison | États-Unis            | France                | Disques               |
| ------ | ------ | -------- | ----------------- | ------------- | --------------------- | --------------------- | --------------------- |
|        | 1      | 23       | 3 octobre 2004    | 22 mai 2005   | 20 septembre 2005     | 9 décembre 2005       | 6                     |
|        | 2      | 24       | 25 septembre 2005 | 21 mai 2006   | 29 août 2006          | 28 septembre 2007     | 7                     |
|        | 3      | 23       | 24 septembre 2006 | 20 mai 2007   | 4 septembre 2007      | 3 décembre 2008       | 6                     |
|        | 4      | 17       | 30 septembre 2007 | 18 mai 2008   | 2 septembre 2008      | 2 septembre 2009      | 5                     |
|        | 5      | 24       | 28 septembre 2008 | 17 mai 2009   | 1er septembre 2009    | 2 décembre 2009       | 7                     |
|        | 6      | 23       | 27 septembre 2009 | 16 mai 2010   | 21 septembre 2010     | 1er décembre 2010     | 6                     |
|        | 7      | 23       | 26 septembre 2010 | 15 mai 2011   | 30 août 2011          | 7 décembre 2011       | 6                     |
|        | 8      | 23       | 25 septembre 2011 | 13 mai 2012   | 25 septembre 2012     | 5 décembre 2012       | 6                     |

## Liste des épisodes
Dans la liste qui suit, le terme "Série №" renvoie au numéro de l'épisode de la série globale, alors que "Saison #" renvoie au numéro de l'épisode dans la saison en question.
En France, la série a été diffusée sur Canal+ puis M6 avec des titres différents.

### Saison 1 (2004-2005)
| №  | #  | Titre français                 | Titre canadien               | Titre original                 | 1re diffusion    |
| -- | -- | ------------------------------ | ---------------------------- | ------------------------------ | ---------------- |
| 1  | 1  | Ironie du sort                 | Au commencement              | Pilot                          | 3 octobre 2004   |
| 2  | 2  | Premier round                  | Bien au-dessous...           | Ah, But Underneath             | 10 octobre 2004  |
| 3  | 3  | Le Dîner                       | Joli portrait de famille     | Pretty Little Picture          | 17 octobre 2004  |
| 4  | 4  | Amante, Épouse et Victime      | Qui est-elle?                | Who's That Woman?              | 24 octobre 2004  |
| 5  | 5  | La Peur au ventre              | Bienvenue, bel étranger      | Come In, Stranger              | 31 octobre 2004  |
| 6  | 6  | Champ de bataille              | Courir immobile              | Running to Stand Still         | 7 novembre 2004  |
| 7  | 7  | Chaque victoire a un prix      | Tous ce que vous voulez      | Anything You Can Do            | 21 novembre 2004 |
| 8  | 8  | Nous sommes tous des pécheurs  | Coupable                     | Guilty                         | 28 novembre 2004 |
| 9  | 9  | Démons intérieurs              | Méfiance, méfiance           | Suspicious Minds               | 12 décembre 2004 |
| 10 | 10 | Confiance perdue               | Reviens moi                  | Come Back to Me                | 19 décembre 2004 |
| 11 | 11 | Un air de famille              | Un peu plus loin             | Move On                        | 9 janvier 2005   |
| 12 | 12 | Avant qu'il ne soit trop tard  | À chaque jour suffit sa mort | Every Day a Little Death       | 16 janvier 2005  |
| 13 | 13 | Bienvenue au club              | À cause de toi               | Your Fault                     | 23 janvier 2005  |
| 14 | 14 | La Vérité cachée               | L'amour est dans l'air       | Love Is in the Air             | 13 février 2005  |
| 15 | 15 | Mieux vaut prévenir que guérir | Impossible                   | Impossible                     | 20 février 2005  |
| 16 | 16 | Un faible pour les scandales   | Dîner de femmes              | The Ladies Who Lunch           | 27 mars 2005     |
| 17 | 17 | Honneur aux héros              | Sans tambour ni trompette    | There Won't Be Trumpets        | 3 avril 2005     |
| 18 | 18 | Les enfants chamboulent tout   | Les enfants et leurs mamans  | Children Will Listen           | 10 avril 2005    |
| 19 | 19 | Les Meilleures Intentions      | Seuls et bien seuls          | Live Alone and Like It         | 17 avril 2005    |
| 20 | 20 | Obsession                      | Et que la confiance règne    | Fear No More                   | 1er mai 2005     |
| 21 | 21 | De s'honorer et de se chérir   | Un dimanche avec George      | Sunday in the Park with George | 8 mai 2005       |
| 22 | 22 | Rien n'est éternel             | Au revoir et à plus tard     | Goodbye For Now                | 15 mai 2005      |
| 23 | 23 | Une fin heureuse               | Une belle journée            | One Wonderful Day              | 22 mai 2005      |

### Saison 2 (2005-2006)
| №  | #  | Titre français                        | Titre canadien                     | Titre original                     | 1re diffusion     |
| -- | -- | ------------------------------------- | ---------------------------------- | ---------------------------------- | ----------------- |
| 24 | 1  | Le Retour de la mamie                 | Le Retour de la mamie              | Next                               | 25 septembre 2005 |
| 25 | 2  | Donne l'oseille et tire-toi           | Donne l'oseille et tire-toi        | You Could Drive a Person Crazy     | 2 octobre 2005    |
| 26 | 3  | Massacre à la débroussailleuse        | Massacre à la débroussailleuse     | You’ll Never Get Away From Me      | 9 octobre 2005    |
| 27 | 4  | George fait de la résistance          | George fait de la résistance       | My Heart Belongs to Daddy          | 16 octobre 2005   |
| 28 | 5  | On n'enterre que deux fois            | On n'enterre que deux fois         | They Asked Me Why I Believe In You | 23 octobre 2005   |
| 29 | 6  | Not in the Mood for Love              | Not in the Mood for Love           | I Wish I Could Forget You          | 6 novembre 2005   |
| 30 | 7  | Sexe, Voisins et Vidéo                | Sexe, Voisins et Vidéo             | Color and Light                    | 13 novembre 2005  |
| 31 | 8  | L'Ex-Femme de sa vie                  | L'Ex-Femme de sa vie               | The Sun Won’t Set                  | 20 novembre 2005  |
| 32 | 9  | La Nonne, la Brute et l'Ex-Truand     | La Nonne, la Brute et l'Ex-Truand  | That’s Good, That's Bad            | 27 novembre 2005  |
| 33 | 10 | Mon père, ce tordu                    | Mon père, ce tordu                 | Coming Home                        | 4 décembre 2005   |
| 34 | 11 | Bon baiser de Gaby                    | Bon baiser de Gaby                 | One More Kiss                      | 8 janvier 2006    |
| 35 | 12 | Médicalement vôtre                    | Médicalement vôtre                 | We’re Gonna Be All Right           | 15 janvier 2006   |
| 36 | 13 | La vérité si tu parles                | Deux filles amies-ennemies         | There’s Something About a War      | 22 janvier 2006   |
| 37 | 14 | Les paris sont lancés                 | Un petit jeu plein de conséquences | Silly People                       | 12 février 2006   |
| 38 | 15 | Une nounou pas franchement d'enfer    | Va boire un p'tit coup à la maison | Thank You So Much                  | 19 février 2006   |
| 39 | 16 | Le Chirurgien, sa femme et son amant  | Opère-moi si tu peux               | There Is No Other Way              | 12 mars 2006      |
| 40 | 17 | Des liens rompus                      | Un fauteuil pour trois             | Could I Leave You?                 | 26 mars 2006      |
| 41 | 18 | Tentation                             | Autant en emporte le vin           | Everybody Says Don’t               | 2 avril 2006      |
| 42 | 19 | La rédemption est possible            | Je l'aime à mentir                 | Don’t Look at Me                   | 16 avril 2006     |
| 43 | 20 | L'Imprévu                             | Courage, fuyez!                    | It Wasn’t Meant to Happen          | 30 avril 2006     |
| 44 | 21 | L'Envie de savoir                     | Allumer les feux                   | I Know Things Now                  | 7 mai 2006        |
| 45 | 22 | Plus d'un tour dans son sac           | Le Cercle des voisins disparus     | No One Is Alone                    | 14 mai 2006       |
| 46 | 23 | Rebondissements à Wisteria Lane (1/2) | Les Tourbillons de la vie (1/2)    | Remember (1/2)                     | 21 mai 2006       |
| 47 | 24 | Rebondissements à Wisteria Lane (2/2) | Les Tourbillons de la vie (2/2)    | Remember (2/2)                     | 21 mai 2006       |

### Saison 3 (2006-2007)
| №  | #  | Titre français                     | Titre canadien                  | Titre original                    | 1re diffusion     |
| -- | -- | ---------------------------------- | ------------------------------- | --------------------------------- | ----------------- |
| 48 | 1  | Le malheur aime la compagnie       | L'orage passe                   | Listen to the Rain on the Roof    | 24 septembre 2006 |
| 49 | 2  | Le Couple parfait                  | Le Couple parfait               | It Takes Two                      | 1er octobre 2006  |
| 50 | 3  | Un fardeau à porter                | Un week-end d'évasion           | A Weekend in the Country          | 8 octobre 2006    |
| 51 | 4  | Un tissu de mensonges              | Un tissu de mensonges           | Like It Was                       | 15 octobre 2006   |
| 52 | 5  | L'Art du sabotage                  | L'Art du sabotage               | Nice She Ain’t                    | 22 octobre 2006   |
| 53 | 6  | Absolution                         | Confessions                     | Sweetheart, I Have to Confess     | 29 octobre 2006   |
| 54 | 7  | Un jour comme les autres           | Bang                            | Bang                              | 5 novembre 2006   |
| 55 | 8  | Les Conséquences de leurs actes    | Les Conséquences de leurs actes | Children and Art                  | 12 novembre 2006  |
| 56 | 9  | Des hommes dangereux               | Des hommes dangereux            | Beautiful Girls                   | 19 novembre 2006  |
| 57 | 10 | Le Temps des miracles              | Le Temps des miracles           | The Miracle Song                  | 26 novembre 2006  |
| 58 | 11 | L'Ombre d'un doute                 | L'Ombre d'un doute              | No Fits, No Fights, No Feuds      | 7 janvier 2007    |
| 59 | 12 | Un sentiment de sécurité           | Se sentir en sécurité           | Not While I'm Around              | 14 janvier 2007   |
| 60 | 13 | En une fraction de seconde         | La vie peut changer             | Come Play Wiz Me                  | 21 janvier 2007   |
| 61 | 14 | Un détail essentiel                | Ressaisir le passé              | I Remember That                   | 11 février 2007   |
| 62 | 15 | Une vie sans secret                | Un hôte indésirable             | The Little Things You Do Together | 18 février 2007   |
| 63 | 16 | Le Grand Jeu                       | Oh, bon sang!                   | My Husband, The Pig               | 4 mars 2007       |
| 64 | 17 | L'Objet du désir                   | S'habiller large                | Dress Big                         | 8 avril 2007      |
| 65 | 18 | Un feu si ardent                   | Liaisons                        | Liaisons                          | 15 avril 2007     |
| 66 | 19 | Seul dans le noir                  | Panne de courant                | God, That's Good                  | 22 avril 2007     |
| 67 | 20 | Commérages                         | Commérages                      | Gossip                            | 29 avril 2007     |
| 68 | 21 | Poursuivre notre route             | Un monde dangereux              | Into The Woods                    | 6 mai 2007        |
| 69 | 22 | Mille et une questions             | Mille et une questions          | What Would We Do Without You?     | 13 mai 2007       |
| 70 | 23 | Rien n'est plus important au monde | La Famille                      | Getting Married Today             | 20 mai 2007       |

### Saison 4 (2007-2008)
| №  | #  | Titre français                         | Titre canadien              | Titre original                      | 1re diffusion     |
| -- | -- | -------------------------------------- | --------------------------- | ----------------------------------- | ----------------- |
| 71 | 1  | Les autres aussi ont des secrets       | Tout se dire                | Now You Know                        | 30 septembre 2007 |
| 72 | 2  | Rien n'est plus trompeur qu'un sourire | Sourire trompeur            | Smiles of a Summer Night            | 7 octobre 2007    |
| 73 | 3  | Jouer pour gagner                      | Jouer pour gagner           | The Game                            | 14 octobre 2007   |
| 74 | 4  | Les Nuisibles                          | Les Nuisibles               | If There's Anything I Can't Stand   | 21 octobre 2007   |
| 75 | 5  | Ceux qui en savent trop                | Critique d'art              | Art Isn't Easy                      | 28 octobre 2007   |
| 76 | 6  | Ce qui ne nous tue pas...              | Face à ses craintes         | Now I Know, Don't Be Scared         | 4 novembre 2007   |
| 77 | 7  | Tromperie                              | L'Art de la supercherie     | You Can't Judge a Book by Its Cover | 11 novembre 2007  |
| 78 | 8  | Erreurs de jeunesse                    | Tapis dans l'ombre          | Distant Past                        | 25 novembre 2007  |
| 79 | 9  | La vie ne tient qu'à un fil            | Tempête à l'horizon         | Something's Coming                  | 2 décembre 2007   |
| 80 | 10 | De petites attentions                  | Une grande catastrophe      | Welcome to Kanagawa                 | 6 janvier 2008    |
| 81 | 11 | Les Faux Pas                           | La Foi désespérément        | Sunday                              | 13 avril 2008     |
| 82 | 12 | Un voile sur les yeux                  | Rien que pour ses yeux      | In Buddy's Eyes                     | 20 avril 2008     |
| 83 | 13 | Partir en fumée                        | La Transgression des règles | Hello, Little Girl                  | 27 avril 2008     |
| 84 | 14 | Influence néfaste                      | Vilains Secrets             | Opening Doors                       | 4 mai 2008        |
| 85 | 15 | L'Amour maternel                       | L'Amour maternel            | Mother Said                         | 11 mai 2008       |
| 86 | 16 | Quelques écarts                        | Quelques écarts             | The Gun Song                        | 18 mai 2008       |
| 87 | 17 | Une amitié qui dure                    | Un rituel                   | Free                                | 18 mai 2008       |

### Saison 5 (2008-2009)
| №   | #  | Titre français                               | Titre canadien                               | Titre original                                  | 1re diffusion     |
| --- | -- | -------------------------------------------- | -------------------------------------------- | ----------------------------------------------- | ----------------- |
| 88  | 1  | Comme le temps passe...                      | Demain ne mourra jamais                      | You're Gonna Love Tomorrow                      | 28 septembre 2008 |
| 89  | 2  | Un bon voisin                                | Chacun cherche son chat... ou pas            | We're So Happy You're So Happy                  | 5 octobre 2008    |
| 90  | 3  | Les Tyrans                                   | L'homme qui en faisait trop                  | Kids Ain't Like Everybody Else                  | 12 octobre 2008   |
| 91  | 4  | La Jalousie                                  | Les Creux de la rampe                        | Back in Business                                | 19 octobre 2008   |
| 92  | 5  | Une soirée pleine de surprises               | Avant que la fête commence                   | Mirror, Mirror                                  | 26 octobre 2008   |
| 93  | 6  | Prédatrices                                  | Le bonheur est dans Fairview                 | There's Always a Woman                          | 2 novembre 2008   |
| 94  | 7  | Le Désir                                     | Ils se sont tant aimés                       | What More Do I Need?                            | 9 novembre 2008   |
| 95  | 8  | Acte de bravoure                             | Panique au White Horse                       | City on Fire                                    | 16 novembre 2008  |
| 96  | 9  | Le Début de ses souffrances                  | Petits arrangements avec la mort             | Me and My Town                                  | 30 novembre 2008  |
| 97  | 10 | Vivre dans l'obscurité                       | Circulez, y a tout à voir                    | A Vision's Just a Vision                        | 7 décembre 2008   |
| 98  | 11 | Une jolie maison                             | Belles-familles, je vous hais                | Home is the Place                               | 4 janvier 2009    |
| 99  | 12 | Un long voyage                               | Meilleurs Ennemis                            | Connect! Connect!                               | 11 janvier 2009   |
| 100 | 13 | Le Meilleur d'entre nous                     | La Vie derrière soi                          | The Best Thing That Ever Could Have Happened    | 18 janvier 2009   |
| 101 | 14 | On ne parle pas d'argent                     | Petits couacs entre amis                     | Mama Spent Money When She Had None              | 8 février 2009    |
| 102 | 15 | Une journée de travail                       | Ah! Si on était riche                        | In a World Where the Kings Are Employers        | 15 février 2009   |
| 103 | 16 | Les Bonnes Manières                          | Le crime est son affaire                     | Crime Doesn't Pay                               | 8 mars 2009       |
| 104 | 17 | Des intentions cachées                       | Et Dieu créa les femmes                      | The Story of Lucy and Jessie                    | 15 mars 2009      |
| 105 | 18 | Un plan d'une grande simplicité              | Piège en forêt                               | A Spark. To Pierce the Dark.                    | 22 mars 2009      |
| 106 | 19 | Les Adieux de mes amies                      | Au revoir les amis                           | Look Into Their Eyes and You See What They Know | 19 avril 2009     |
| 107 | 20 | Un geste amical                              | Tom, dans le jardin du bien et du mal        | Rose's Turn                                     | 26 avril 2009     |
| 108 | 21 | Les Négociations                             | Trop laide pour toi                          | Bargaining                                      | 3 mai 2009        |
| 109 | 22 | Épouse-moi... un peu                         | Épouse-moi... un peu                         | Marry Me a Little                               | 10 mai 2009       |
| 110 | 23 | Comment je me suis disputé ma vie de famille | Comment je me suis disputé ma vie de famille | Everybody Says Don't                            | 17 mai 2009       |
| 111 | 24 | La formule consacrée                         | Dans la peau de Dave Dash                    | If It's Only in Your Head                       | 17 mai 2009       |

### Saison 6 (2009-2010)
| №   | #  | Titre français                     | Titre canadien                        | Titre original                      | 1re diffusion     |
| --- | -- | ---------------------------------- | ------------------------------------- | ----------------------------------- | ----------------- |
| 112 | 1  | Les Portes closes                  | Le Mariage de ma meilleure ennemie    | Nice is Different Than Good         | 27 septembre 2009 |
| 113 | 2  | Le Cri                             | Mec: mode d'emploi                    | Being Alive                         | 4 octobre 2009    |
| 114 | 3  | Une tasse de café                  | L'Ex-Femme de sa vie                  | Never Judge a Lady By Her Lover     | 11 octobre 2009   |
| 115 | 4  | La Triste Vérité                   | Une femme au bord de la crise de nerf | The God-Why-Don't-You-Love-Me Blues | 18 octobre 2009   |
| 116 | 5  | Il est dans notre nature...        | Hôtel Wisteria                        | Everybody Ought to Have a Maid      | 25 octobre 2009   |
| 117 | 6  | Les Règles à respecter             | L'École est finie                     | Don't Walk on the Grass             | 1er novembre 2009 |
| 118 | 7  | On apprend de ses erreurs          | Buffet volé                           | Careful the Things You Say          | 8 novembre 2009   |
| 119 | 8  | Un endroit tranquille              | Sauvetage à l'italienne               | The Coffee Cup                      | 15 novembre 2009  |
| 120 | 9  | Ceux qui nous veulent du mal       | Prête-moi ton mari                    | Would I Think of Suicide?           | 29 novembre 2009  |
| 121 | 10 | Un Noël pas comme les autres       | L'étrange Noël de Wisteria Lane       | Boom Crunch                         | 6 décembre 2009   |
| 122 | 11 | Et si...                           | C'est arrivé près de chez nous        | If...                               | 3 janvier 2010    |
| 123 | 12 | Le Strip-tease                     | Déshabillez-vous                      | You Gotta Get a Gimmick             | 10 janvier 2010   |
| 124 | 13 | La Meilleure des thérapies         | Vos enfants chéris                    | How About a Friendly Shrink?        | 17 janvier 2010   |
| 125 | 14 | Cette comédie qu'on appelle la vie | Thérapie de couple                    | The Glamorous Life                  | 31 janvier 2010   |
| 126 | 15 | Robin                              | Une femme nommée Désir                | Lovely                              | 21 février 2010   |
| 127 | 16 | La séduction est un art            | La Petite Fugueuse                    | The Chase                           | 28 février 2010   |
| 128 | 17 | Sous le vernis                     | Les Fils préférés                     | Chromolume #7                       | 14 mars 2010      |
| 129 | 18 | La Victoire                        | Merci pour les chocolats              | My Two Young Men                    | 21 mars 2010      |
| 130 | 19 | Le mal existe                      | Gaby, une amie qui vous veut du bien  | We All Deserve to Die               | 18 avril 2010     |
| 131 | 20 | Comment devient-on un monstre ?    | Un garçon sans importance             | Epiphany                            | 25 avril 2010     |
| 132 | 21 | Les Hommes mystérieux              | J'irai dormir chez eux                | A Little Night Music                | 2 mai 2010        |
| 133 | 22 | De très mauvais choix              | L'Encombrant M. Sam                   | The Ballad of Booth                 | 9 mai 2010        |
| 134 | 23 | Ce n'est qu'un au revoir           | L'Adieu aux larmes                    | I Guess This is Goodbye             | 16 mai 2010       |

### Saison 7 (2010-2011)
| №   | #  | Titre français                     | Titre canadien                     | Titre original                            | 1re diffusion     |
| --- | -- | ---------------------------------- | ---------------------------------- | ----------------------------------------- | ----------------- |
| 135 | 1  | Les Mauvaises Nouvelles            | Retour vers le passé               | Remember Paul?                            | 26 septembre 2010 |
| 136 | 2  | Soulager sa douleur                | Le Cœur des femmes                 | You Must Meet My Wife                     | 3 octobre 2010    |
| 137 | 3  | Le bonheur auquel chacun aspire    | Le Club des cougars                | Truly Content                             | 10 octobre 2010   |
| 138 | 4  | Le Sac à main                      | La Jeune Fille au sac à main       | The Thing That Counts is What's Inside    | 17 octobre 2010   |
| 139 | 5  | Les Uns contre les autres          | Femmes libérées                    | Let Me Entertain You                      | 24 octobre 2010   |
| 140 | 6  | Ce qui nous fait peur              | Effroyables Voisins                | Excited and Scared                        | 31 octobre 2010   |
| 141 | 7  | L'Humiliation                      | Trop vieille pour toi              | A Humiliating Business                    | 7 novembre 2010   |
| 142 | 8  | Joyeux Thanksgiving                | Dans la peau d'une dinde           | Sorry Grateful                            | 14 novembre 2010  |
| 143 | 9  | Les questions que nous nous posons | Le Dégoût des autres               | Pleasant Little Kingdom                   | 5 décembre 2010   |
| 144 | 10 | Les gens pas comme il faut         | Beaucoup de bruit pour quoi?       | Down the Block There's a Riot             | 12 décembre 2010  |
| 145 | 11 | De nombreux ennemis                | Qui veut la peau de Paul Young?    | Assassins                                 | 2 janvier 2011    |
| 146 | 12 | Les Personnes seules               | Arsenic et vieilles rancunes       | Where Do I Belong                         | 9 janvier 2011    |
| 147 | 13 | Ceux qui se comportent mal         | Mon beau-père sans moi             | I'm Still Here                            | 16 janvier 2011   |
| 148 | 14 | Le Passé                           | Lost in thérapie                   | Flashback                                 | 13 février 2011   |
| 149 | 15 | Il n'est jamais facile de partir   | Tout va bien, ne t'en fais pas     | Farewell Letter                           | 20 février 2011   |
| 150 | 16 | Un sens à notre vie                | Rien à déclarer                    | Searching                                 | 6 mars 2011       |
| 151 | 17 | Le Jour du changement              | Que sa fête commence               | Everything's Different, Nothing's Changed | 3 avril 2011      |
| 152 | 18 | Les Excuses                        | Les Grosses Confidences            | Moments in the Woods                      | 17 avril 2011     |
| 153 | 19 | La Loyauté                         | Amitiés particulières              | The Lies Ill-Concealed                    | 24 avril 2011     |
| 154 | 20 | Les Bonnes Actions                 | Cuisine et Dépendance              | I'll Swallow Poison on Sunday             | 1er mai 2011      |
| 155 | 21 | De grosses frayeurs                | Hawaï, affaire d'état              | Then I Really Got Scared                  | 8 mai 2011        |
| 156 | 22 | Ce qui nous rassure                | Elle ne voulait pas tuer           | And Lots of Security...                   | 15 mai 2011       |
| 157 | 23 | La Force de l'amitié               | Les Amis, les Amours, les Emmerdes | Come on Over for Dinner                   | 15 mai 2011       |

### Saison 8 (2011-2012)
Desperate Housewives a été officiellement renouvelée par ABC le 17 mai 2011. Le 7 août 2011, ABC annonce qu'elle sera la dernière de la série.
| №   | #  | Titre français                 | Titre canadien                                              | Titre original                    | 1re diffusion     |
| --- | -- | ------------------------------ | ----------------------------------------------------------- | --------------------------------- | ----------------- |
| 158 | 1  | Tout remettre en ordre         | Minuit dans le bois du bien et du mal                       | Secrets That I Never Want to Know | 25 septembre 2011 |
| 159 | 2  | Établir le contact             | Je me sens coupable mais je me soigne                       | Making the Connection             | 2 octobre 2011    |
| 160 | 3  | L'Art du camouflage            | Tout le monde n'a pas la chance d'avoir des parents hétéros | Watch While I Revise the World    | 9 octobre 2011    |
| 161 | 4  | Apprendre l'essentiel          | Les révoltés d'Oakridge                                     | School of Hard Knocks             | 16 octobre 2011   |
| 162 | 5  | Un rôle à jouer                | La toile était presque parfaite                             | The Art of Making Art             | 23 octobre 2011   |
| 163 | 6  | La Paranoïa                    | La Grenouille et les Princesses                             | Witch's Lament                    | 30 octobre 2011   |
| 164 | 7  | La Maîtrise de la situation    | Le Mystère Alejandro                                        | Always in Control                 | 6 novembre 2011   |
| 165 | 8  | Nos faiblesses                 | Une toile est née                                           | Suspicion Song                    | 13 novembre 2011  |
| 166 | 9  | Totalement seules              | Ensemble c'est tout ou rien                                 | Putting It Together               | 4 décembre 2011   |
| 167 | 10 | Garder un secret               | Le Dernier Tango sans Paris                                 | What's to Discuss, Old Friend     | 8 janvier 2012    |
| 168 | 11 | Nos amis nous disent la vérité | Une amie qui vous veut du bien                              | Who Can Say What's True?          | 15 janvier 2012   |
| 169 | 12 | Un mauvais souvenir            | La vérité si elle ment                                      | What's the Good of Being Good     | 22 janvier 2012   |
| 170 | 13 | Le Meilleur de nous-même       | Vertige de l'amour                                          | Is This What You Call Love?       | 12 février 2012   |
| 171 | 14 | La Femme parfaite              | L'homme qui tombe vraiment à pic                            | Get Out of My Life                | 19 février 2012   |
| 172 | 15 | Besoin d'aide                  | Deux femmes et un couffin                                   | She Needs Me                      | 4 mars 2012       |
| 173 | 16 | Un voisin va mourir            | Achève-moi si tu peux                                       | You Take for Granted              | 11 mars 2012      |
| 174 | 17 | Après la mort                  | Si c'était à refaire                                        | Women and Death                   | 18 mars 2012      |
| 175 | 18 | Des occasions à ne pas rater   | Reconversion d'une accro du shopping                        | Any Moment                        | 25 mars 2012      |
| 176 | 19 | Une tournure inattendue        | Une citoyenne au-dessus de tout soupçon                     | With So Little to Be Sure Of      | 1 avril 2012      |
| 177 | 20 | Le Pouvoir                     | Des liaisons dangereuses                                    | Lost My Power                     | 29 avril 2012     |
| 178 | 21 | Des émotions intenses          | Accusée, levez-vous                                         | The People Will Hear              | 6 mai 2012        |
| 179 | 22 | L'Aveu                         | Témoin à charge                                             | Give Me the Blame                 | 13 mai 2012       |
| 180 | 23 | La vie est un cadeau           | Une histoire, cent fins                                     | Finishing the Hat                 | 13 mai 2012       |

### Épisodes spéciaux
Les épisodes spéciaux sont montés à l'aide d'épisodes précédents pour rappeler les intrigues en cours aux téléspectateurs. Le principe a été remplacé par des vidéos de 4 minutes diffusées sur le site officiel de la série.
| №   | # | Titre original                         | Traduction du titre                          | Narrateur                 | 1re diffusion     |
| --- | - | -------------------------------------- | -------------------------------------------- | ------------------------- | ----------------- |
| 13a | 1 | Oprah Winfrey Is the New Neighbor      | Une nouvelle voisine : Oprah Winfrey         | Brenda Strong             | 3 février 2005    |
| 19a | 2 | Sorting Out the Dirty Laundry          | Le Tri du linge sale                         | Tracy Fraim               | 24 avril 2005     |
| 33a | 3 | All the Juicy Details                  | Tous les détails juteux                      | Brenda Strong             | 1er janvier 2006  |
| 42a | 4 | The More You Know, The Juicier It Gets | Plus vous en savez, plus cela devient juteux | Brenda Strong             | 23 avril 2006     |
| 47a | 5 | Time to Come Clean                     | Le Temps de révéler la vérité                | Marc Cherry et son équipe | 3 septembre 2006  |
| 63a | 6 | The Juiciest Bites                     | Le plus juteux arrive                        | Brenda Strong             | 1er avril 2007    |
| 70a | 7 | Secrets and Lies                       | Secrets et Mensonges                         | Brenda Strong             | 23 septembre 2007 |